# Bruhrainbahn
| |                                                          |                                              |                                              |
| Streckennummer (DB): | 3450 (Rheinsheim–Germersheim) 4132 (Bruchsal–Rheinsheim) |                                              |                                              |
| Kursbuchstrecke (DB): | 665.33 704 (bis Dezember 2011)                           |                                              |                                              |
| Kursbuchstrecke: | 318f (1946)                                              |                                              |                                              |
| Streckenlänge: | 26,6 km                                                  |                                              |                                              |
| Spurweite: | 1435 mm (Normalspur)                                     |                                              |                                              |
| Streckenklasse: | D4                                                       |                                              |                                              |
| Stromsystem: | 15 kV, 16,7 Hz ~                                         |                                              |                                              |
| Maximale Neigung: | 12 ‰                                                     |                                              |                                              |
| Minimaler Radius: | 300 m                                                    |                                              |                                              |
| Zweigleisigkeit: | Bruchsal–Graben-Neudorf                                  |                                              |                                              |
| |                                                          |                                              |                                              |
| \| \| \| von Bietigheim-Bissingen \| \| \| \| \| von Karlsruhe \| \| \| \| −0,079 \| Bruchsal \| Bruchsal \| \| \| \| nach Heidelberg \| \| \| \| 1,309 \| Bruchsal Sportzentrum \| Bruchsal Sportzentrum \| \| \| 2,457 \| Bruchsal Feuerwehrschule (Awanst) \| Bruchsal Feuerwehrschule (Awanst) \| \| \| 3,334 \| Bruchsal Am Mantel \| Bruchsal Am Mantel \| \| \| 4,483 \| Karlsdorf (Hp Awanst; ehem. Bf) \| Karlsdorf (Hp Awanst; ehem. Bf) \| \| \| \| von Karlsruhe \| \| \| \| \| von Karlsruhe \| \| \| \| 9,2+200,00 9,3+094,94 \| Überlänge 5,06 m \| Überlänge 5,06 m \| \| \| 9,4+209 \| Graben-Neudorf \| Graben-Neudorf \| \| \| 9,4+821 9,500 \| Überlänge 721 m \| Überlänge 721 m \| \| \| \| nach Mannheim \| \| \| \| 10,665 \| Graben-Neudorf Nord \| Graben-Neudorf Nord \| \| \| \| Bahnstrecke Mannheim–Rastatt \| \| \| \| 13,801 \| Huttenheim (ehem. Bf) \| Huttenheim (ehem. Bf) \| \| \| 18,017 \| Philippsburg (Baden) \| Philippsburg (Baden) \| \| \| \| Anschlussbahn zum Kernkraftwerk Philippsburg \| \| \| \| 21,021 \| Rheinsheim (ehem. Bf) \| Rheinsheim (ehem. Bf) \| \| \| 22,047 0,022 \| Streckenwechsel \| Streckenwechsel \| \| \| 0,023 \| Grenze Baden-Württemberg / Rheinland-Pfalz \| Grenze Baden-Württemberg / Rheinland-Pfalz \| \| \| 22,347 \| ehem. Reichsbahndirektionsgrenze \| ehem. Reichsbahndirektionsgrenze \| \| \| 1,700 \| Rheinbrücke Germersheim \| (268 m) \| \| \| 2,228 \| Germersheim Mitte/Rhein \| Germersheim Mitte/Rhein \| \| \| \| von Wörth (Rhein) \| \| \| \| 3,500 \| Germersheim \| Germersheim \| \| \| \| nach Schifferstadt \| \| \| \| \| nach Landau \| (bis 1998) \| |                                                          |                                              |                                              |
| Strecke |                                                          | von Bietigheim-Bissingen                     | von Bietigheim-Bissingen                     |
| Abzweig geradeaus und von links |                                                          | von Karlsruhe                                | von Karlsruhe                                |
| Bahnhof | −0,079                                                   | Bruchsal                                     | Bruchsal                                     |
| Abzweig geradeaus und nach rechts |                                                          | nach Heidelberg                              | nach Heidelberg                              |
| Haltepunkt / Haltestelle | 1,309                                                    | Bruchsal Sportzentrum                        | Bruchsal Sportzentrum                        |
| Blockstelle | 2,457                                                    | Bruchsal Feuerwehrschule (Awanst)            | Bruchsal Feuerwehrschule (Awanst)            |
| Haltepunkt / Haltestelle | 3,334                                                    | Bruchsal Am Mantel                           | Bruchsal Am Mantel                           |
| Haltepunkt / Haltestelle | 4,483                                                    | Karlsdorf (Hp Awanst; ehem. Bf)              | Karlsdorf (Hp Awanst; ehem. Bf)              |
| Abzweig geradeaus und von links |                                                          | von Karlsruhe                                | von Karlsruhe                                |
| Abzweig geradeaus und ehemals von links |                                                          | von Karlsruhe                                | von Karlsruhe                                |
| Strecke | 9,2+200,00 9,3+094,94                                    | Überlänge 5,06 m                             | Überlänge 5,06 m                             |
| Bahnhof | 9,4+209                                                  | Graben-Neudorf                               | Graben-Neudorf                               |
| Strecke | 9,4+821 9,500                                            | Überlänge 721 m                              | Überlänge 721 m                              |
| Abzweig geradeaus und nach links |                                                          | nach Mannheim                                | nach Mannheim                                |
| Haltepunkt / Haltestelle | 10,665                                                   | Graben-Neudorf Nord                          | Graben-Neudorf Nord                          |
| Kreuzung geradeaus oben |                                                          | Bahnstrecke Mannheim–Rastatt                 | Bahnstrecke Mannheim–Rastatt                 |
| Haltepunkt / Haltestelle | 13,801                                                   | Huttenheim (ehem. Bf)                        | Huttenheim (ehem. Bf)                        |
| Bahnhof | 18,017                                                   | Philippsburg (Baden)                         | Philippsburg (Baden)                         |
| Abzweig geradeaus und nach rechts |                                                          | Anschlussbahn zum Kernkraftwerk Philippsburg | Anschlussbahn zum Kernkraftwerk Philippsburg |
| Haltepunkt / Haltestelle | 21,021                                                   | Rheinsheim (ehem. Bf)                        | Rheinsheim (ehem. Bf)                        |
| Kilometer-Wechsel | 22,047 0,022                                             | Streckenwechsel                              | Streckenwechsel                              |
| Grenze | 0,023                                                    | Grenze Baden-Württemberg / Rheinland-Pfalz   | Grenze Baden-Württemberg / Rheinland-Pfalz   |
| ehemalige Grenze | 22,347                                                   | ehem. Reichsbahndirektionsgrenze             | ehem. Reichsbahndirektionsgrenze             |
| Brücke über Wasserlauf | 1,700                                                    | Rheinbrücke Germersheim                      | (268 m)                                      |
| Haltepunkt / Haltestelle | 2,228                                                    | Germersheim Mitte/Rhein                      | Germersheim Mitte/Rhein                      |
| Abzweig geradeaus und von links |                                                          | von Wörth (Rhein)                            | von Wörth (Rhein)                            |
| Bahnhof | 3,500                                                    | Germersheim                                  | Germersheim                                  |
| Abzweig ehemals geradeaus und nach rechts |                                                          | nach Schifferstadt                           | nach Schifferstadt                           |
| Strecke (außer Betrieb) |                                                          | nach Landau                                  | (bis 1998)                                   |

Die Bruhrainbahn ist eine Eisenbahnstrecke von Bruchsal über Graben-Neudorf nach Germersheim in den Bundesländern Baden-Württemberg und Rheinland-Pfalz. Während sie früher Teil einer überregionalen Magistrale war und somit dem Fernverkehr diente, wird die Strecke heute fast ausschließlich vom Nahverkehr bedient.
Den Namen erhielt sie von dem Bruhrain, einer Landschaft, die sich im nordwestlichen Landkreis Karlsruhe befindet und die sie durchquert.

## Streckenverlauf
Die Strecke verläuft komplett innerhalb der Rheinebene; zwischen Bruchsal und Graben-Neudorf ist sie fast geradlinig. Die beiden größten Kunstbauten sind die Überführung über die Bahnstrecke Mannheim–Rastatt nördlich von Graben-Neudorf und die Rheinbrücke zwischen Rheinsheim und Germersheim.
Passiert werden Bruchsal, die Gemeinden Karlsdorf-Neuthard und Graben-Neudorf, von Huttenheim bis Rheinsheim verläuft die Strecke auf der Gemarkung der Stadt Philippsburg, bevor sie schließlich Germersheim erreicht. Von Bruchsal bis Rheinsheim verläuft die Strecke dabei innerhalb des Landkreises Karlsruhe; Germersheim gehört zum gleichnamigen Landkreis.

## Geschichte

### Planung, Bau und Eröffnung
Der Staatsvertrag vom 11. April 1862 zwischen Baden und Bayern hatte den Bau einer Kolonnenbahn von Bruchsal über die bestehende Schiffsbrücke bei Rheinsheim in die bayerische Festungsstadt Germersheim festgelegt, die badische Seite interpretierte das Abkommen dahingehend, dass diese veranlasste, eine für Pferdebetrieb geeignete Bahnlinie auf vorhandenen Straßen zu verlegen. Der preußische Oberbefehlshaber Generalfeldmarschall von Moltke entschied jedoch persönlich, dass die Bahn als Dampfbahn zu betreiben war.
Am 15. August 1870 wurde zwischen beiden Städten gegen Widersprüche aus Huttenheim und Neudorf auf den eilig mit etwa 1000 Arbeitern aus altbrauchbarem Material verlegten Schienen eine provisorische „Kriegsbahn“ eröffnet, die ab dem 12. August 1871 jedoch wieder abgebrochen wurde, nachdem nicht einmal 30 militärische Transporte abgewickelt worden waren, aber die schlechte Eignung des Provisoriums nachgewiesen hatten. Am 23. November des Jahres kam es zu einem erneuten Staatsvertrag zwischen den beiden Ländern, der den Bau der Strecken von Bruchsal nach Germersheim sowie von Heidelberg nach Speyer beinhaltete.
Der Streckenabschnitt Bruchsal–Rheinsheim wurde am 23. November 1874 eröffnet. Die Verlängerung nach Germersheim verzögerte sich zunächst um einige Jahre, da die Militärbehörden darauf beharrten, dass die Brücke einen Standort erhalten sollte, der das Schussfeld der Festung Germersheim nicht behindert. Im August 1874 wurde, nachdem eine Einigung in Bezug auf den Standort der Rheinbrücke erzielt wurde, der Plan zur Verlängerung der Strecke nach Germersheim genehmigt, sodass am 9. April 1875 die Arbeiten beginnen konnten. Am 15. Mai 1877 wurde die Lücke zwischen Rheinsheim und Germersheim geschlossen. Die Bruhrainbahn war fortan durchgängig befahrbar. Der badische Streckenteil war Eigentum der Großherzoglich Badischen Staatseisenbahnen, der dreieinhalb Kilometer lange Streckenteil innerhalb der Pfalz gehörte zur Pfälzischen Maximiliansbahn-Gesellschaft.

### Weitere Entwicklung

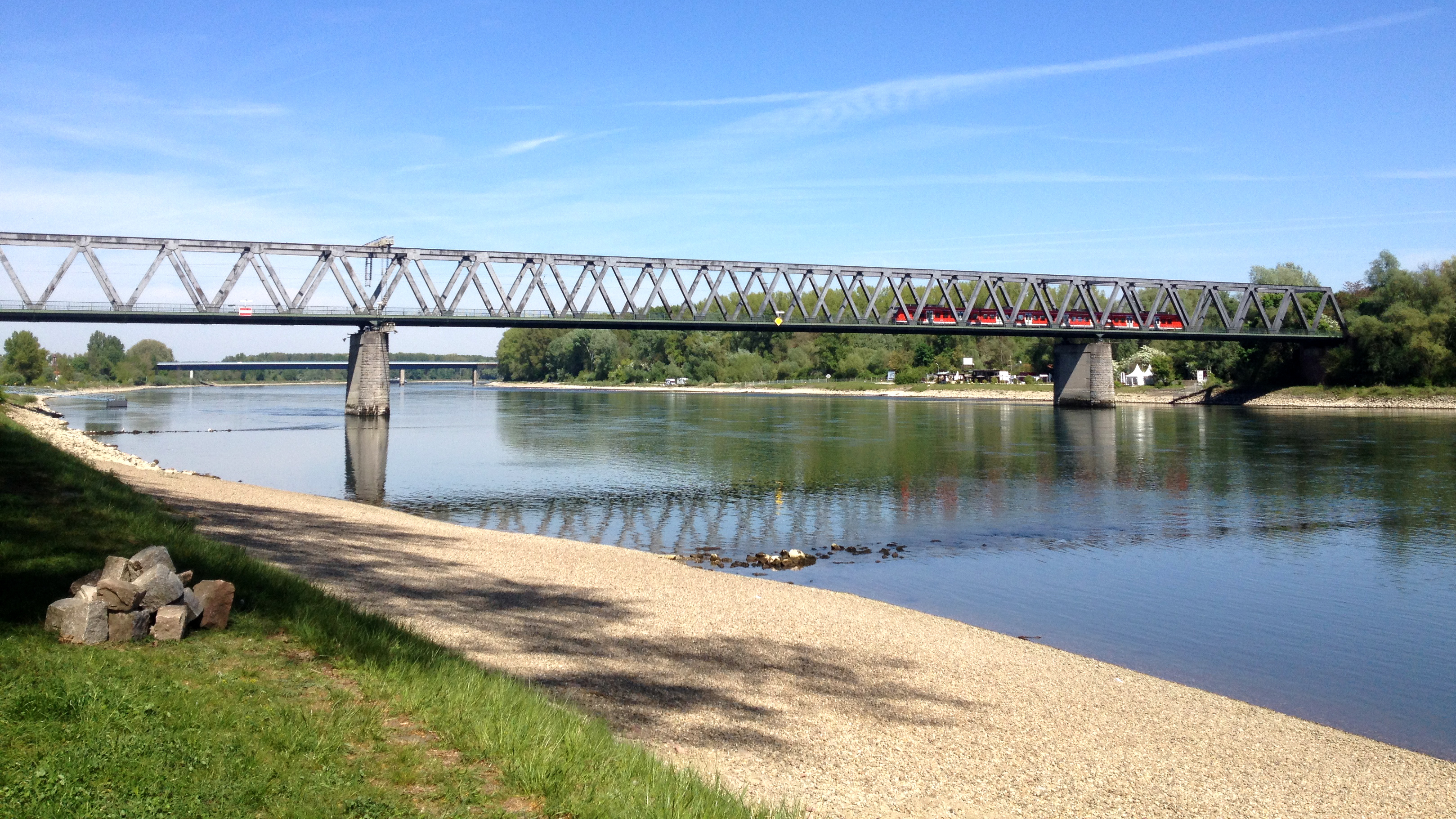
Rheinbrücke Germersheim

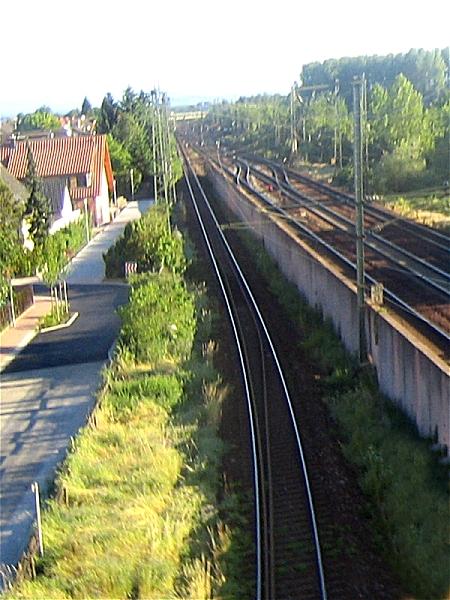
Bruhrainbahn (links im Bild) nördlich von Graben-Neudorf, rechts die Bahnstrecke Mannheim–Rastatt. Diese niveaufreie Kreuzung wurde 1909 errichtet.

Während die Bruhrainbahn bei der Streckeneröffnung zunächst nur eingleisig betrieben wurde, wurde bereits einige Jahre später auf ihr das zweite Gleis in Betrieb genommen. Sie war ab 1890 zunächst Teil der überregionalen Verbindung Bruchsal–Germersheim–Landau–Biebermühle–Zweibrücken–Saarbrücken, die heute zwischen Germersheim und Landau stillgelegt ist (siehe auch Bahnstrecke Germersheim–Landau und Bahnstrecke Landau–Rohrbach). So fuhren ab dieser Zeit auch Fernzüge der Relation München–Saarbrücken über die Bruhrainbahn.
Der Fernverkehr gewann noch weiter an Bedeutung, als im Jahr 1909 eine niveaufreie Einfädelung der Bruhrainbahn nördlich von Graben-Neudorf in die Bahnstrecke Mannheim–Rastatt in Betrieb genommen wurde. Die alte Trasse zwischen Huttenheim und Graben-Neudorf ist heute noch durch die Straßenführung und anhand zweier Bahnwärterhäuschen erkennbar.
Da die Zuggewichte auf der Strecke stetig zugenommen hatten, wurde es notwendig, die Brückenkonstruktion der Rheinbrücke zu verstärken. Dies wurde im Zeitraum von 1927 bis 1930 vorgenommen. 1938 wurden die über die Bruhrainbahn verkehrenden Schnellzüge der Relation Saarbrücken–München jedoch eingestellt. Die Bruhrainbahn sollte fortan im Fernverkehr nur noch den Güterverkehr bewältigen, während der Personenfernverkehr anstatt dessen künftig über Karlsruhe und Wörth und anschließend weiter über Landau und Zweibrücken bis nach Saarbrücken geführt werden sollte.
Im Zweiten Weltkrieg fuhren außerdem mehrere Militärzüge über die Strecke. Im Kriegsverlauf wuchs die Bedeutung der Strecke, da nach und nach alle Rheinbrücken – mit Ausnahme der Rheinbrücke zwischen Rheinsheim und Germersheim – von deutschen Truppen gesprengt wurden, um den alliierten Truppen den Gang über den Rhein zu erschweren. Die erwähnte Rheinbrücke wurde am 24. März 1945 schließlich ebenfalls gesprengt.

### Deutsche Bundesbahn (1945–1993)

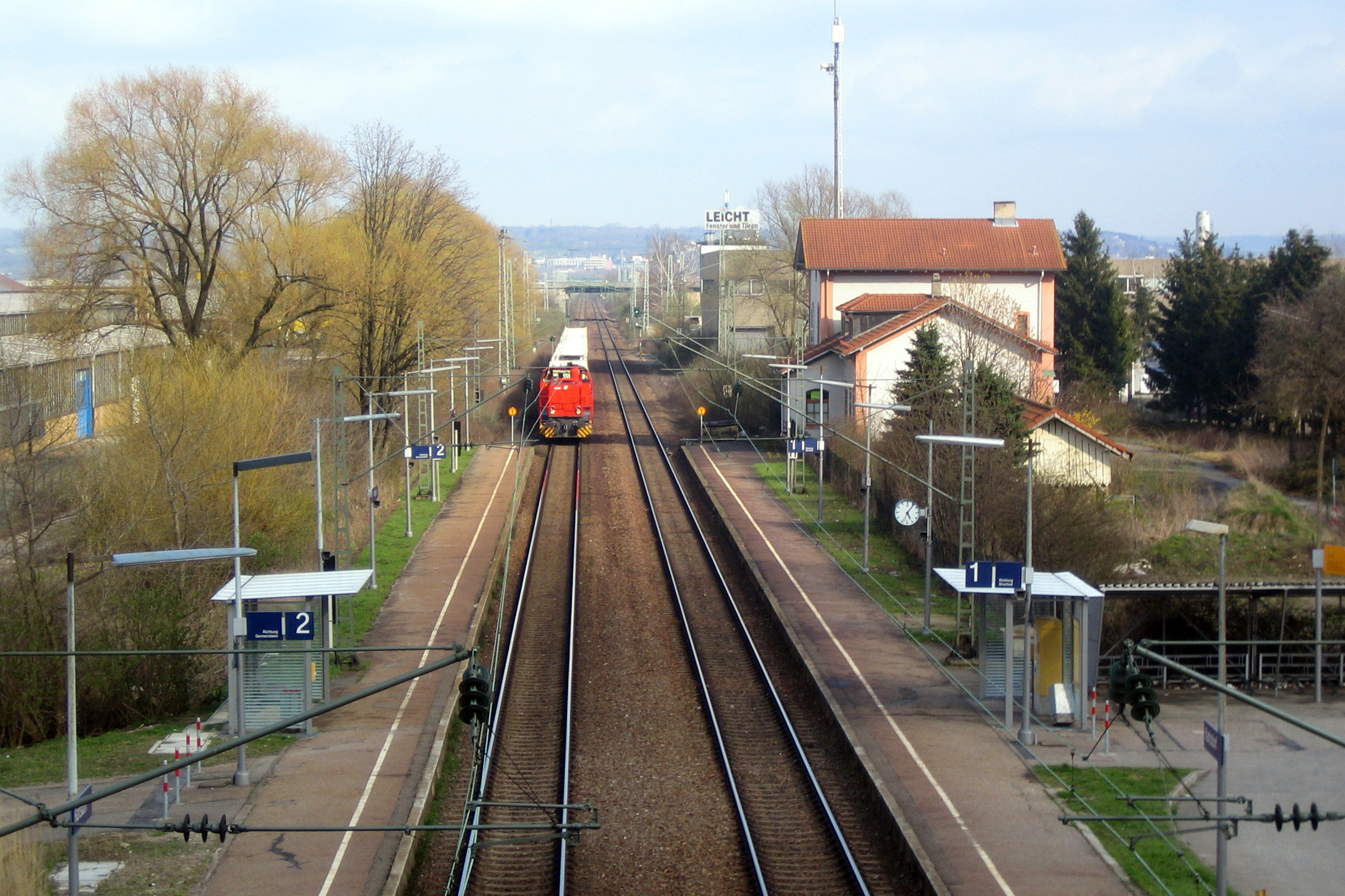
Bahnhof Karlsdorf mit durchfahrendem Güterzug

Die Sprengung der Rheinbrücke bewirkte, dass der Verkehr auf der Bruhrainbahn, deren westlicher Endpunkt nun Rheinsheim bildete, abnahm. Als Folge dessen wurde sie zwischen Graben-Neudorf und Rheinsheim eingleisig zurückgebaut. Da der Streckenabschnitt zwischen Graben-Neudorf und Bruchsal jedoch große Bedeutung im Bahnverkehr besaß, behielt er sein zweites Gleis und wurde in den 1950er Jahren elektrifiziert, sodass zum 1. Juni 1958 dort der elektrische Betrieb aufgenommen werden konnte.
Ab den 1960er Jahren wurde heftig über den Wiederaufbau der Rheinbrücke diskutiert. Gegner des Wiederaufbaus verwiesen auf die geringe verkehrliche Bedeutung der Brücke; trotzdem wurde der Bau im Jahr 1964 ausgeschrieben. Drei Jahre später, am 23. Oktober 1967 wurde die Rheinbrücke wiedereröffnet. Allerdings erlangte sie entgegen den Erwartungen keinerlei überregionale Bedeutung mehr.
1987 verkehrten für wenige Wochen überregionale Züge der Relation Saarbrücken–Zweibrücken–Landau–Karlsruhe über die Bruhrainbahn, da die Rheinbrücke zwischen Karlsruhe und Wörth nach einem Schiffsunglück repariert werden musste und die Schnellzüge umgeleitet werden mussten.

### Deutsche Bahn (seit 1994)
Seit 1994 wird die Rheinbrücke zwischen Rheinsheim und Germersheim nur noch eingleisig betrieben; ebenso wurde zur selben Zeit der Bahnhof Rheinsheim zum Haltepunkt zurückgebaut. Im Mai 1994 wurde zwischen dem Bahnhof Graben-Neudorf und Huttenheim der Haltepunkt Graben-Neudorf Nord in Betrieb genommen, der seither den Ortsteil Neudorf besser erschließt. Im Mai 2000 wurde zusätzlich die Regional-Express-Linie Mainz–Germersheim–Karlsruhe im Zweistundentakt eingeführt, die den Bruhrainbahn-Abschnitt Germersheim–Graben-Neudorf befährt.
Im Zuge des Ausbaus für den S-Bahn-Betrieb wurden in den Jahren 2010 und 2011 auch der Abschnitt Graben-Neudorf–Germersheim elektrifiziert und drei neue Stationen gebaut: Bruchsal Sportzentrum, Bruchsal Am Mantel und Germersheim Mitte/Rhein. Die bereits vorhandenen sechs Stationen wurden modernisiert. Die Bahnsteige wurden dabei auf eine Höhe von 76 cm und eine Nutzlänge von 140 m (entsprechend z. B. zwei Triebzügen der Baureihe 425) ausgebaut. Zum Fahrplanwechsel 2011/2012 am Sonntag, den 11. Dezember 2011 wurde die neue S-Bahn-Linie zwischen Bruchsal und Germersheim eröffnet und als Linie S 33 in das Streckennetz der S-Bahn RheinNeckar integriert.

## Betrieb

### Fahrplan

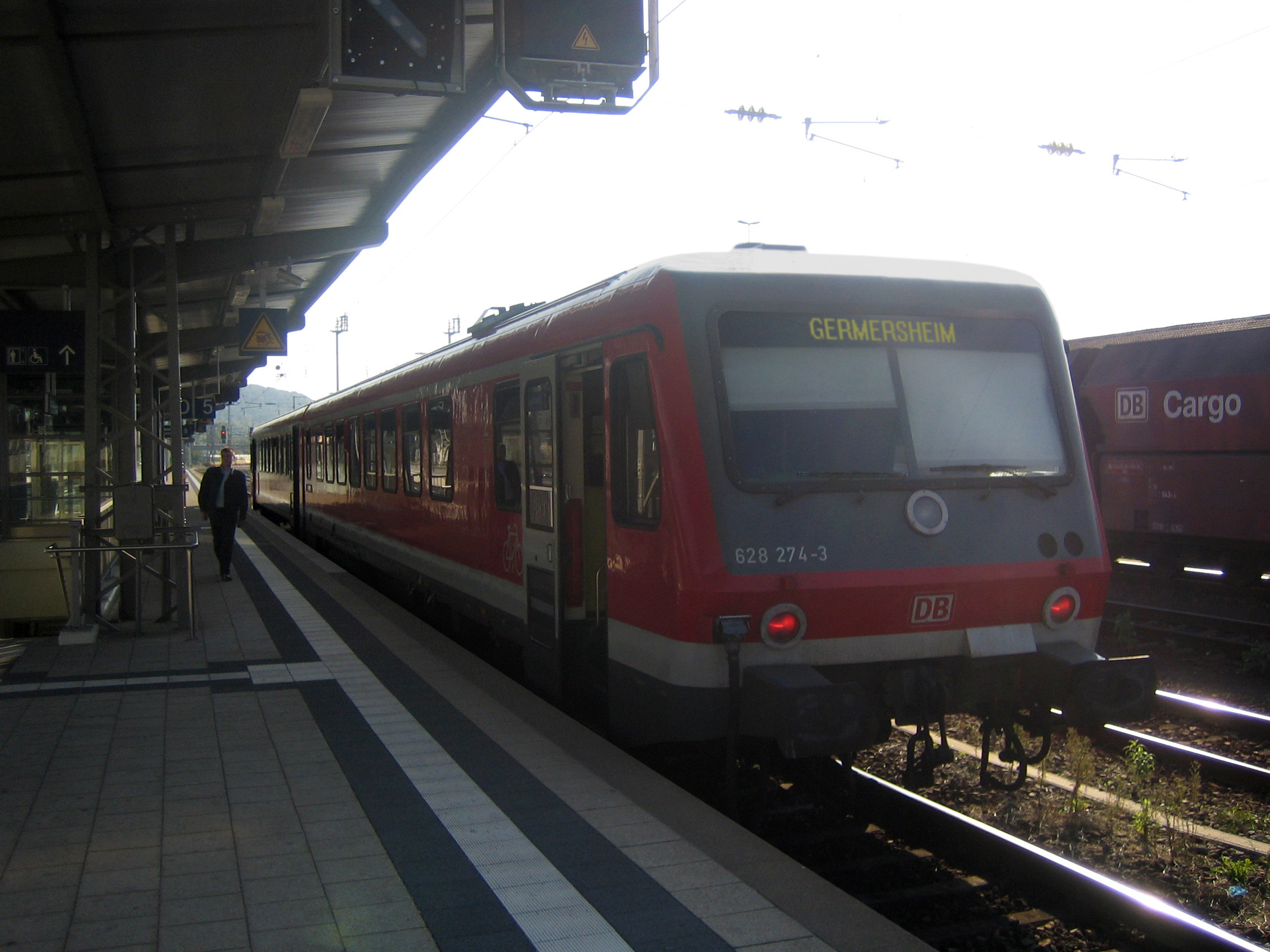
Zug (Baureihe 628) der Bruhrainbahn auf Gleis 5 im Bahnhof Bruchsal

Die Bruhrainbahn ist als KBS 665.33 im Kursbuch der Deutschen Bahn verzeichnet. Ab Mai 1994 profitierte die Bruhrainbahn außerdem von zwei Attraktivitätssteigerungen im Nahverkehr: zum einen durch die Gründung des Karlsruher Verkehrsverbundes (KVV), der seither auf der gesamten Strecke gilt und wodurch sie die Bezeichnung „R9“ erhielt, zum anderen durch den ebenfalls im Mai 1994 eingeführten „Rheinland-Pfalz-Takt“. So wurde ein Stundentakt eingeführt, außerdem verkehrten erstmals seit 1945 durchgehende Züge an Sonntagen.
Auf der Strecke verkehren S-Bahnen der S-Bahn RheinNeckar mit Triebzügen der Baureihe 425, die als Linie S 33 von Bruchsal bis Germersheim verkehren, diese werden ab Germersheim teilweise als S3 bzw. S4 in Richtung Mannheim durchgebunden, ein Zug verkehrt Montag bis Freitag sogar bis Mainz Hbf. Im Abschnitt Graben-Neudorf–Germersheim fahren zweistündlich Regional-Express-Züge der Linie RE 4 Karlsruhe–Germersheim–Speyer–Ludwigshafen–Worms–Mainz als Teil des Süwex-Netzes, hier werden Triebzüge der Baureihe 429 (Stadler Flirt) eingesetzt. Einziger Zwischenhalt der RE-Züge zwischen Graben-Neudorf und Germersheim ist Philippsburg. Weiterhin verkehrte von Montag bis Freitag ein IC-Zugpaar von Karlsruhe über Graben-Neudorf (ohne Halt) und Germersheim nach Frankfurt am Main. Dieser verkehrt seit dem Fahrplanwechsel 2013/2014 am 15. Dezember 2013 über die Bahnstrecke Winden–Karlsruhe und die Bahnstrecke Schifferstadt–Wörth mit Halt im Bahnhof Wörth (Rhein) nach Germersheim. Damit verlor die Bruhrainbahn ihre bislang einzige Fernverkehrsverbindung.
Die Fahrt mit der S-Bahn von Bruchsal nach Germersheim beträgt insgesamt 30 Minuten, eine Fahrt im Regional-Express von Graben-Neudorf nach Germersheim dauert 16 Minuten.

### Verkehr
Die Strecke ist elektrifiziert. Im Abschnitt Bruchsal–Graben-Neudorf verkehren überregionale Güterzüge Richtung Kornwestheim. Auf dem Abschnitt Graben-Neudorf–Germersheim ist der Güterverkehr in den letzten Jahrzehnten deutlich zurückgegangen; im Bahnhof Philippsburg ist jedoch noch ein Anschlussgleis zum Kernkraftwerk von Philippsburg vorhanden, zu dem noch einzelne Güterzüge verkehren.

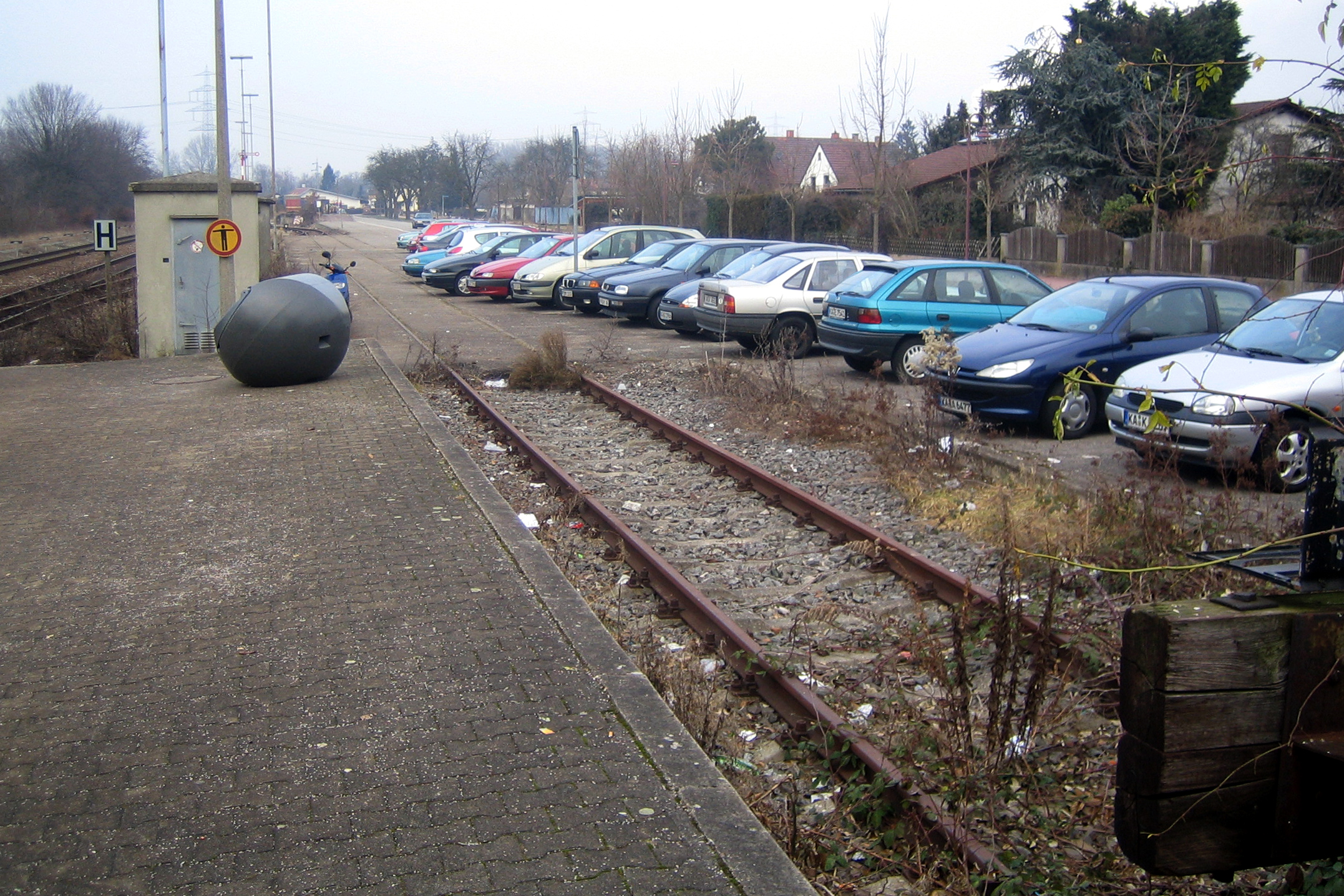
Aufgelassenes Gütergleis in Philippsburg

Kreuzungsmöglichkeiten bestehen auf der Bruhrainbahn auf dem gesamten Streckenabschnitt Bruchsal–Graben-Neudorf sowie in den Bahnhöfen von Philippsburg und Germersheim.
Ab Anfang der neunziger Jahre bis zur Einführung der S-Bahn RheinNeckar verkehrten außerdem Zugläufe der Relation Bruchsal–Germersheim–Ludwigshafen am Rhein–Mannheim–Heidelberg–Neckargemünd–Meckesheim–Sinsheim–Steinsfurt–Eppingen/Heilbronn, die mit Lokomotiven der Baureihe 218 und Silberlingen verkehrten. Ende 2003 wurden die Rundkurse bis nach Eppingen beziehungsweise Heilbronn mit der Eröffnung der S-Bahn RheinNeckar jedoch aufgegeben, seither verkehrten die Züge der Bruhrainbahn nur noch bis Speyer. Infolge der Verlängerung der S-Bahn RheinNeckar über Speyer hinaus bis Germersheim im Dezember 2006 führen die Züge der Bruhrainbahn nur noch bis Germersheim. Seit Dezember 2011, also mit Integration der Bruhrainbahn in die S-Bahn RheinNeckar, verkehren einzelne Züge wieder weiter als Germersheim.
Ende 2004 wurden die mit Lokomotiven der Baureihe 218 bespannten Wendezüge vollständig durch Dieseltriebwagen der Baureihe 628 ersetzt, nachdem letztere seit Eröffnung der S-Bahn RheinNeckar bereits den größten Teil der Nahverkehrsleistungen auf der Bruhrainbahn bestritten hatten. Diese wiederum wurden im Dezember 2011 fast vollständig durch Elektrotriebzüge der Baureihe 425 abgelöst.

### Zukunft
Es wurde eine Verlängerung der Hardtbahn (Stadtbahn S1/S11) über Linkenheim-Hochstetten hinaus mit einer Einfädelung im Phillippsburger Bahnhof in die Bruhrainbahn in Erwägung gezogen.
Das Land Rheinland-Pfalz hat den zweigleisigen Ausbau des Streckenabschnitts Graben-Neudorf – Germersheim gemeinsam mit dem zweigleisigen elektrifizierten Ausbau der Bahnstrecke Rohrbach (Saar) – Zweibrücken – Pirmasens Nord – Landau und dem Wiederaufbau der Strecke Landau – Germersheim als „Ausbaukonzept West-Ost-Korridor“ für den Bundesverkehrswegeplan 2030 angemeldet. Das Projekt wurde jedoch nicht in den BVWP aufgenommen.
Im dritten Gutachterentwurf des Deutschlandtakts ist ein zweigleisiger Ausbau zwischen Germersheim und Graben-Neudorf unterstellt. Zusammen mit einer „Ertüchtigung Graben-Neudorf“ für den Schienengüterverkehr sind, zum Preisstand von 2015, Investitionen von 324 Millionen Euro vorgesehen.

## Betriebsstellen

### Bruchsal

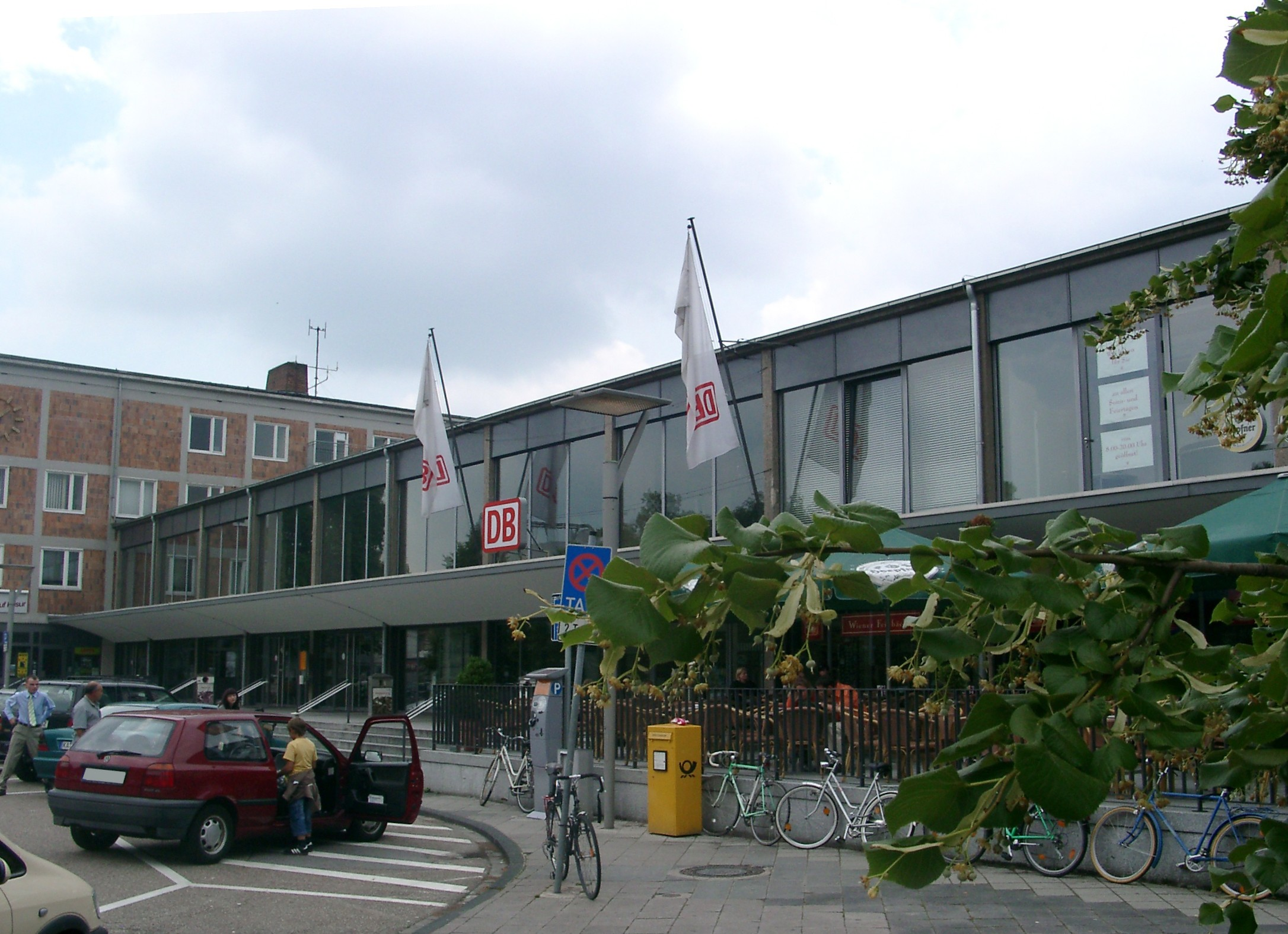
Empfangsgebäude des Bruchsaler Bahnhofs

Der Bahnhof Bruchsal befindet sich unweit der Bruchsaler Kernstadt. Er wurde am 10. April 1843 als Teil der Badischen Hauptbahn Heidelberg–Bruchsal–Karlsruhe eröffnet. Zehn Jahre später wurde er als nördlicher Endpunkt der in Bietigheim beginnenden Württembergischen Westbahn zum Eisenbahnknotenpunkt. Da Baden eine Spurweite von 1600 mm verwendet hatte, Württemberg hingegen die Normalspur, konnten die Gleisanlagen beider Strecken erst 1854 durch die Umspurung der badischen Bahnen miteinander verknüpft werden. 1896 kamen die privaten Nebenbahnen nach Odenheim (Katzbachbahn) und Menzingen (Kraichtalbahn) hinzu. Erstere wurde 1900 bis nach Hilsbach verlängert; dieser Abschnitt wurde im Zeitraum von 1960 bis 1986 jedoch wieder stillgelegt. Seit den 1950er Jahren ist der Bahnhof außerdem elektrifiziert.

### Karlsdorf
Der heutige Haltepunkt und ehemalige Bahnhof Karlsdorf befindet sich am nördlichen Ortsrand von Karlsdorf. Das frühere Empfangsgebäude dient inzwischen als Wohnhaus, die früheren Gleisanschlüsse sind ebenfalls nicht mehr vorhanden.

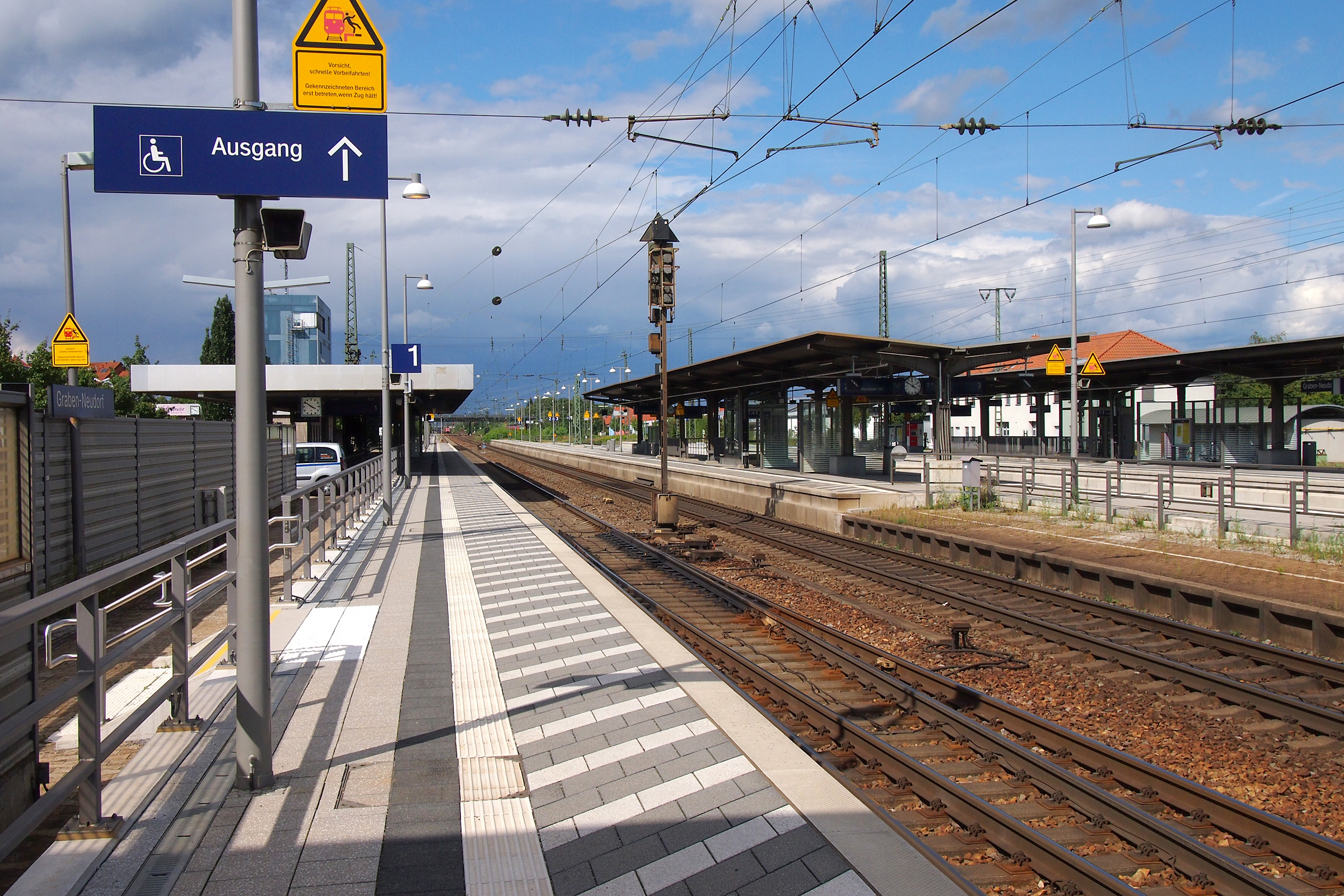
Bahnhof Graben-Neudorf

### Graben-Neudorf
Der Bahnhof Graben-Neudorf wurde 1870 als Teil der Bahnstrecke Mannheim–Rastatt Mannheim–Schwetzingen–Graben-Neudorf–Eggenstein–Karlsruhe eröffnet. Mit Entstehung der Bruhrainbahn wurde er wenige Jahre später zum Eisenbahnknotenpunkt. Mit Eröffnung der aus strategischen Gründen eröffneten Strecke Graben-Neudorf–Blankenloch–Karlsruhe geriet der Streckenabschnitt über Eggenstein – fortan „Hardtbahn“ genannt – ins Abseits und fungierte ausschließlich als Nebenbahn. 1967 endete dort der Personenverkehr, woraufhin der Abschnitt Leopoldshafen–Graben-Neudorf abgebaut wurde. Auf Teilen der Reststrecke entstand ab Ende der 1970er Jahre eine Stadtbahnstrecke bis Hochstetten. Im Jahr 1988 wurde der Bahnhof außerdem südlicher Endpunkt der Bahnstrecke Waghäusel Saalbach–Graben-Neudorf, die ihn mit der Schnellfahrstrecke Mannheim–Stuttgart verknüpft.

### Graben-Neudorf Nord
Der Haltepunkt Graben-Neudorf Nord befindet sich am westlichen Ortsrand von Neudorf unweit der Trennung der Bruhrainbahn von der Bahnstrecke Mannheim–Rastatt auf der 1909 eröffneten Trasse, die der niveaufreien Kreuzung dient. Er wurde 1994 in Betrieb genommen.

### Huttenheim

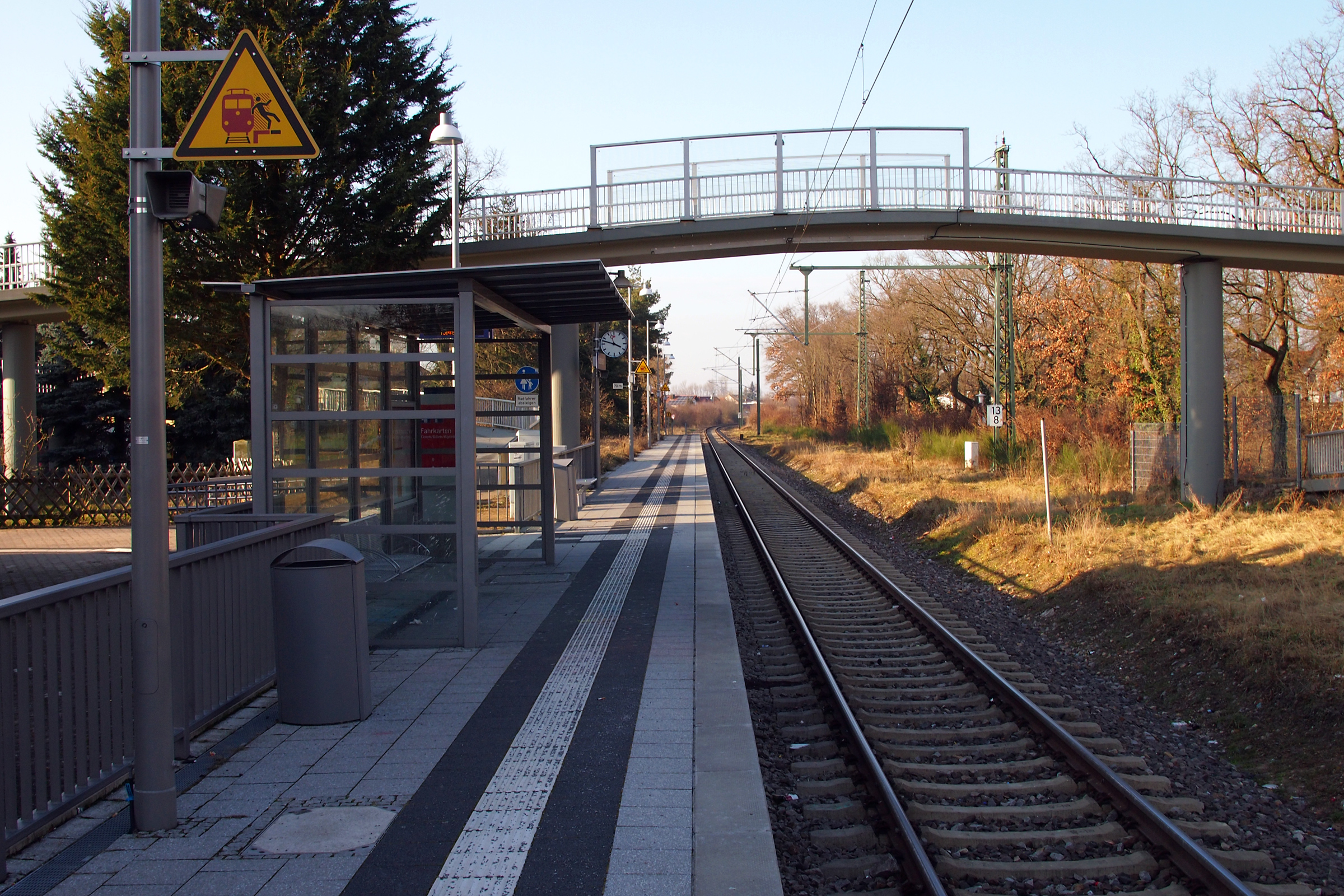
Haltepunkt Huttenheim

Der heutige Haltepunkt und ehemalige Bahnhof Huttenheim befindet sich am östlichen Ortsrand von Huttenheim.

### Philippsburg (Baden)

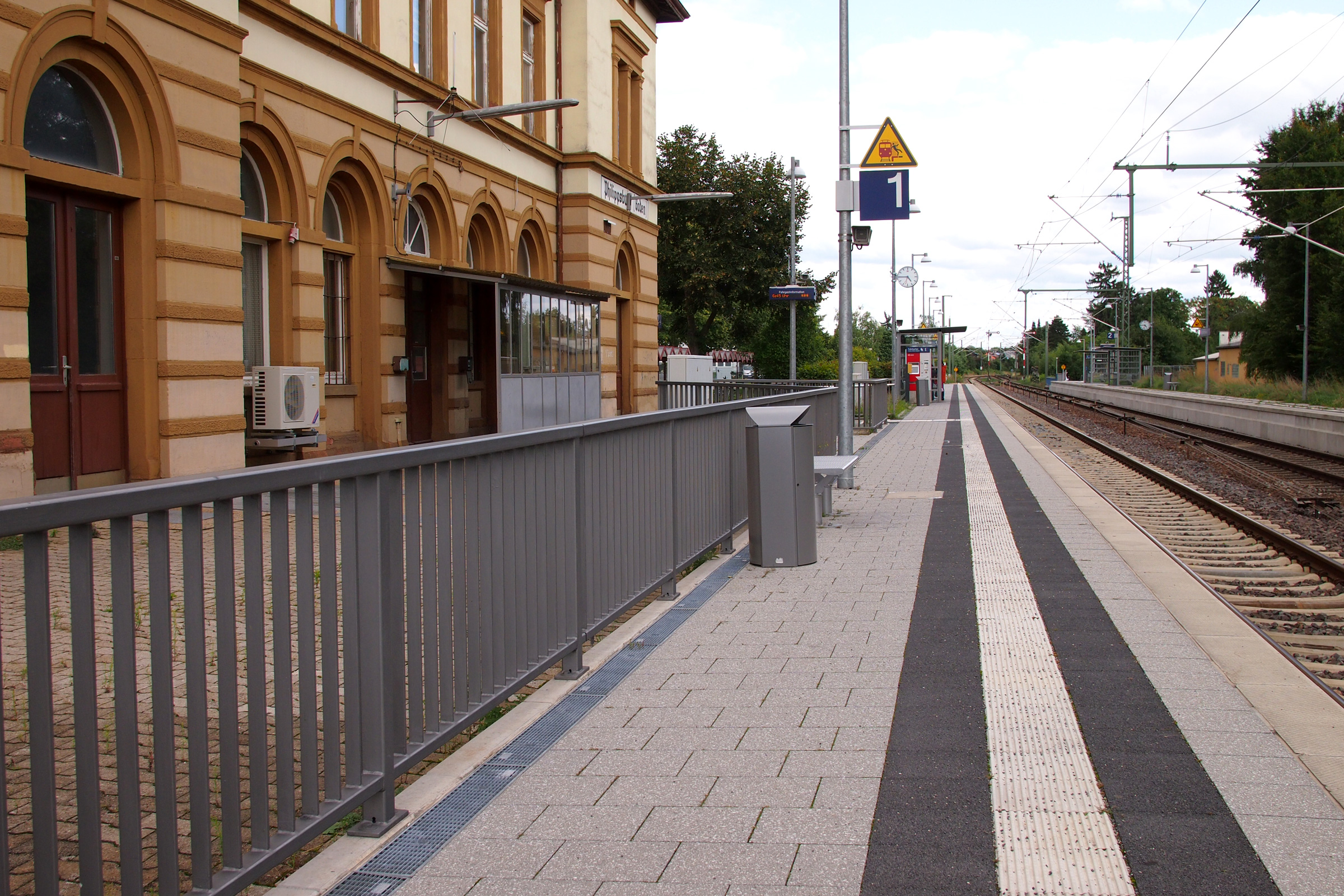
Bahnhof Philippsburg

Der Bahnhof Philippsburg (Baden) befindet sich am südlichen Rand der Kernstadt von Philippsburg. Er verfügt über zwei Gleise. Zwischen Graben-Neudorf und Germersheim ist er der einzige verbliebene Kreuzungsbahnhof. Westlich des Bahnsteiges Richtung Bruchsal befand sich vor dem Zweiten Weltkrieg außerdem ein drittes Gleis.

### Rheinsheim
Der heutige Haltepunkt und frühere Bahnhof Rheinsheim befindet sich am südlichen Ortsrand von Rheinsheim.

### Germersheim Mitte/Rhein
Der Haltepunkt Germersheim Mitte/Rhein entstand in den Jahren 2010 – an der Bahnstrecke Schifferstadt–Wörth – und 2011 an der Bruhrainbahn. Er befindet sich kurz nach der Trennung beider Strecken voneinander und ähnelt daher einem Keilbahnhof. Der Haltepunkt dient als stadtnaher Bahnhalt. Der Bahnsteig an der Bruhrainbahn wurde auf dem stillgelegten, südlichen Streckengleis errichtet.

### Germersheim

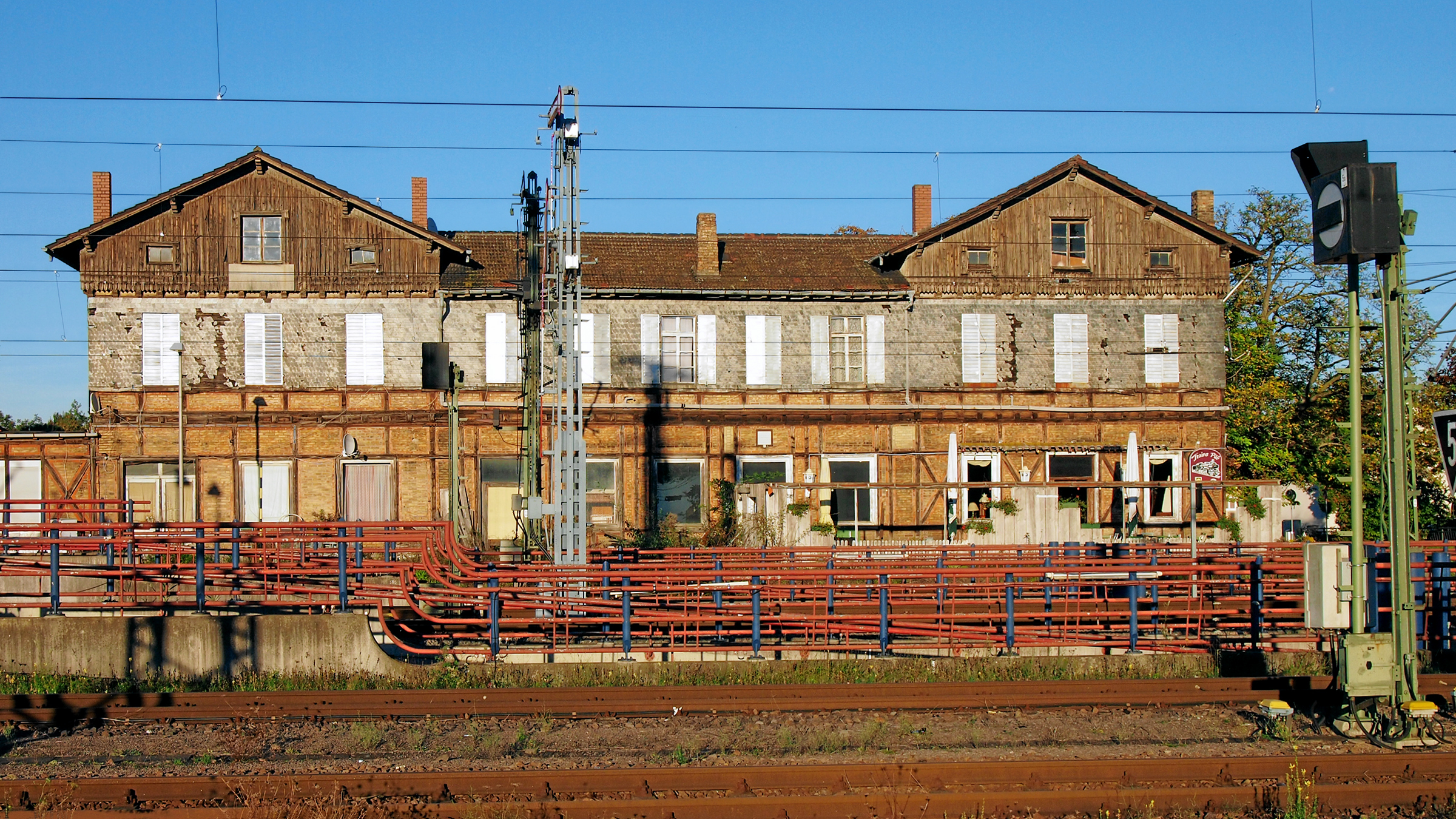
Ehemaliges Empfangsgebäude des Bahnhofs Germersheim

Der Bahnhof Germersheim liegt am nördlichen Stadtrand von Germersheim. Seine Gleisanlagen befinden sich bereits teilweise auf der Gemarkung von Lingenfeld. Das ursprüngliche, östlich der Bahngleise liegende Empfangsgebäude steht zudem unter Denkmalschutz. 1864 war er zunächst Endbahnhof; mit Eröffnung der Bahnstrecke Germersheim–Landau wurde er zum Kopfbahnhof. Dieser Zustand änderte sich erst mit Durchbindung der Bahnstrecke Schifferstadt–Germersheim nach Wörth in Richtung Süden im Jahr 1876. Ein Jahr später wurde die bislang in Rheinsheim endende Bruhrainbahn bis nach Germersheim durchgebunden. Dadurch war er zunächst in Ost-West-Richtung ein wichtiger Knotenbahnhof im Fernverkehr, ab 1906 auch in Nord-Süd-Richtung. Als Elsaß-Lothringen nach dem Ersten Weltkrieg an Frankreich zurückfiel, verlor er für den Nord-Süd-Verkehr an Bedeutung. Seit 2006 ist er in das Netz der S-Bahn RheinNeckar und seit 2010 auch in das Netz der Stadtbahn Karlsruhe eingebunden. In diesem Zusammenhang wurden seine Bahnsteige behindertengerecht ausgebaut.